# Олимпийские талисманы
Олимпийский талисман — часть олимпийской символики, с 1968 года обязательный атрибут Олимпийских игр. Символ, имеющий, согласно «Большой олимпийской энциклопедии» рекламно-коммерческую значимость. Используется страной-организатором в качестве дополнительного источника финансирования. Является собственностью Организационного комитета Олимпийских игр. По мнению журнала «GEO», миссия олимпийского талисмана — «отразить дух страны-хозяйки игр, принести удачу спортсменам и накалить праздничную атмосферу». Чаще всего олимпийский талисман изображается в виде животного, наиболее популярного в стране, принимающей спортсменов, или в виде анимированного выдуманного существа.
На основе созданного дизайнерами визуального образа создаётся огромное количество сувениров. Олимпийский талисман — это и символ города, в котором проходит Олимпиада, и предмет для коллекционирования, и существенный источник дохода (по оценке пресс-офиса Международного Олимпийского Комитета в ходе Игр цены на сувениры могут взлетать в десятки раз в зависимости от популярности соревнований у зрителей). Иногда олимпийские талисманы называют «маскотами» (от англ. mascot — «талисман»).

## Требования к талисману
Каждый вновь создаваемый талисман должен обязательно отличаться от предыдущих, поскольку его предназначение — отражать самобытность страны-хозяйки, а также вызывать симпатии спортсменов и зрителей. Поэтому оригинальность идеи является одним из основных критериев в оценке талисмана Международным Олимпийским Комитетом. Кроме того, каждый талисман является регистрируемой торговой маркой. Поэтому при создании важна возможность защиты от плагиата.
Американский дизайнер Бред Коупленд, советник МОК по зрительному восприятию Игр и эксперт по олимпийским талисманам, в пресс-релизе для участников Всемирного конкурса на создание талисмана Олимпийских игр 2008, подчёркивал:

Талисман, прежде всего, отражает дух того города, где будут проводиться Олимпийские игры. Это должен быть персонаж с запоминающимся именем, яркой личностью, которая становится центральной фигурой уникальной и волнующей истории… Талисман должен быть симпатичен как детям, так и взрослым, как женщинам, так и мужчинам, а также «поддерживать олимпийские идеалы».

Именно поэтому разработке визуального образа талисмана предшествует кропотливая работа по созданию его «легенды».
Вместе с тем, хороший талисман должен одинаково хорошо смотреться в различных вариантах: в электронных и печатных СМИ, в виде сувениров и на других носителях.
На сайте Олимпиады-2014, на странице Конкурса на создание талисмана, указано, что «талисманом может быть любой существующий или вымышленный, одушевленный или неодушевленный предмет, который должен: способствовать продвижению олимпийских идеалов; являться отражением национальных и культурных особенностей, а также духа времени; символизировать для мировой общественности образ страны и её национальный характер; вызывать позитивные эмоции, быть интересным и оригинальным».
При этом талисман должен отражать Олимпийские ценности:
- Совершенство (Excellence). Полная самоотдача в борьбе за достижение поставленных целей, как в жизни, так и в спорте. Важна не победа, а самопреодоление.
- Дружба (Friendship). Достижение взаимопонимания между отдельными людьми и целыми народами, несмотря ни на какие разногласия или различия. Спорт объединяет представителей разных наций, культур, религий.
- Уважение (Respect). Соблюдение норм и правил — спортивных, моральных, этических. Это уважение к окружающим людям, окружающей среде, к себе и своему телу.

## История происхождения Олимпийского талисмана
До 1968 года основным олимпийским атрибутом, отражающим характер предстоящих Игр, была зарегистрированная в МОК официальная эмблема.
В феврале 1968 года на Олимпиаде в Гренобле (Франция) впервые был использован талисман — персонаж по имени Schuss (Шюсс или Шусс, в некоторых источниках Щусс и даже Чусс), автором которого считается художник Морис Лафарг. Это была фигурка человечка на лыжах с красно-белой головой и Олимпийскими кольцами на лбу. Синее, изогнутое, как при старте в прыжках с трамплина, тело плавно переходило в лыжи. В результате окраска талисмана напоминала полосы французского флага. Первый талисман не имел особой популярности и коммерческого успеха.
В октябре того же года, на летних Олимпийских играх в Мехико (Мексика) был представлен талисман — Красный Ягуар, созданный по скульптурному изображению, найденному при раскопках в Чичен-Ица (древней столице народов майя). В Интернете нередко можно найти ошибочные сведения о талисмане мексиканских Игр Голубке Паломе, но подтверждения этому в авторитетных источниках нет. Данный талисман также не получил официального признания.
Официально понятие «олимпийский талисман» было утверждено летом 1972 года на сессии МОК, проходившей в рамках XX Олимпийских игр в Мюнхене. Решением Комитета талисман стал обязательным атрибутом Олимпийских игр. Теперь в качестве талисмана может выступать любое существо, отражающее особенности культуры народа страны, принимающей Олимпиаду. Это может быть животное, человек, мифологический или сказочный персонаж. Кроме того, талисман непременно должен символизировать ценности современного олимпийского движения.

## Талисманы Олимпийских игр

### Талисманы летних Олимпийских игр

#### Красный ягуар (Мехико 1968)
В первый раз талисманы появились на Олимпиадах 1968 года в Гренобле и Мехико. В Мехико организаторы пытались оставить след в истории и неплохо заработать на телетрансляциях. Это им удалось — телеаудитория соревнований в Мехико впервые превысила миллиард человек. Однако хозяевам недоставало предприимчивости: они не догадались дать талисману имя и, как следствие, недосчитались потенциальных прибылей. Красный ягуар Мехико так и остался безымянным. Хотя в настоящее время мексиканцы утверждают, что его звали Майя.

#### Такса Вальди (Мюнхен 1972)
На Олимпиаде 1972, которая проводилась в городе Мюнхене, талисманом стала такса Вальди. Поскольку в немецком языке слово «такса» мужского рода, принято считать, что Вальди — «талисман-мальчик». В качестве талисмана собаку выбрали из-за её охотничьих качеств, присущих настоящему спортсмену. Сайт МОК называет среди них основные: стойкость, упорство и ловкость.
Дизайнеры ярко раскрасили Вальди, подчёркивая весёлый характер талисмана, символизирующего радость Олимпийского праздника. При этом Игры 1972 года считаются одними из самых красочных за всю историю. Голова и хвост таксы были светло-голубыми, а тело окрашено вертикальными полосками трёх из пяти олимпийских цветов, словно на Вальди надели пёструю майку.
Вальди — имя нарицательное. В Баварии, где таксы очень популярны, так могут назвать любую собаку этой породы, как в России медведя Мишей, или кота Васькой. За всю историю Олимпийских игр Вальди — практически единственное домашнее животное, ставшее талисманом Олимпиады (кроме таксы был беспородный пёс Коби, талисман Олимпиады-92).
Организаторы Игр позаботились, чтобы талисман собрал солидную кассу. Таксы изготавливались из самых разных материалов и в 1972 году продавались везде. Вальди можно было увидеть в магазинах игрушек, на постерах и плакатах, на одежде, посуде и пр.

#### Бобр Амик (Монреаль 1976)
Канадский бобр — национальный символ Канады. Он сыграл важную роль в истории страны. Долгое время бобровый мех был одним из важнейших промыслов в Северной Америке. Бобрами называют и канадских лесорубов. Кроме того, бобр считается символом трудолюбия. Ему присущи качества, отличающие настоящего спортсмена: терпение, сила воли, упорство. Имя Амик на языке коренного населения Канады также означает «бобр».
В качестве основного атрибута талисман имел яркий красный пояс с изображением Олимпийской эмблемы, похожий на ленту, на которой вручается медаль.
Известно, что Амиком звали предводителя бобров в эпической поэме Генри Лонгфелло «Песнь о Гайавате».

#### Медвежонок Миша и морской котик Вигри (Москва 1980)
Некоторые источники утверждают, что полное имя талисмана Олимпиады-80 — Михаил Потапыч Топтыгин. Бурый медведь является символом России, поэтому его выбор в качестве официального талисмана Игр в Москве не случаен.
Первоначально (в 1976 году) кандидатами в олимпийские талисманы были Конёк-Горбунок, Матрёшка и кукла Петрушка, но их быстро забраковали. Газета «Советский спорт» провела опрос населения с просьбой придумать талисман предстоящих Игр. Пришло около 45 тысяч писем, и большинство читателей предлагали нарисовать медведя.
Автором окончательного варианта талисмана является известный художник-иллюстратор Виктор Чижиков. Из более сотни придуманных им различных образов он выбрал один, который принял участие в итоговой выставке в Москве. На конкурсный отбор попало шестьдесят медведей разных художников. Миша понравился всем. Именно его эскиз был выбран и официально утверждён на самом высоком уровне, в ЦК КПСС. Московский талисман первым из всех был повёрнут лицом к зрителям: он смотрел на них и открыто улыбался.
Атрибутом талисмана стал широкий пояс, окрашенный в олимпийские цвета, с пряжкой в виде пяти колец. На первоначальном эскизе его не было. Чижиков дорисовал пояс уже на выбранном экземпляре.
По замыслу организаторов Олимпиады-80 огромная резиновая кукла медведя на церемонии закрытия была запущена на воздушных шарах в небо. Впоследствии долгое время талисман Олимпиады был выставлен в одном из павильонов ВДНХ. Существует легенда, что осенью 1980 года резинового медведя пыталась выкупить за крупную сумму западногерманская компания, но правительство СССР отказалось продавать национальный символ, и талисман Московской Олимпиады пришёл в негодность в подвалах советского Олимпийского комитета.
В рамках XXII Олимпиады в Таллине проходили соревнования по парусному спорту, у которых был свой официальный талисман — Вигри.

#### Орлёнок Сэм (Лос-Анджелес 1984)
Орёл является национальным символом Соединённых Штатов Америки. Кроме того, в данном талисмане заложен и другой образ, благодаря которому он и получил своё имя. Художники компании Walt Disney нарисовали орлёнка в цилиндре, окрашенном в цвета американского флага, точно таком, как на знаменитом Дядюшке Сэме.

#### Тигрёнок Ходори (Сеул 1988)
Талисманом XXIV Олимпийских игр стал герой корейских легенд — амурский тигр. Чтобы нивелировать отрицательные стороны хищного зверя, его изобразили маленьким тигрёнком, добрым и безобидным.
Имя для талисмана выбирали с помощью народного голосования из 2295 предложенных вариантов. Победившее имя с корейского можно перевести как Мальчик Тигр («Хо» означает «тигр», а «дори» — «мальчик»).
Главный атрибут корейского талисмана — маленькая чёрная шапочка, надетая ему на ухо. Это — элемент национального костюма; в таких шапочках в старину крестьяне исполняли танцы во время народных празднеств. Длинная лента, закреплённая на шапочке Ходори, изогнута в форме буквы «S» — первой буквы в названии города Сеул.
Для Ходори была изначально придумана подружка — Тигрица Хосуни, но она не получила такой популярности, как официальный талисман, и о ней быстро забыли.

#### Щенок Коби (Барселона 1992)
Юбилейные XXV Олимпийские игры проходили в Барселоне. Из-за внутреннего политического конфликта, перед дизайнером Хавьером Марискалом стояла нелёгкая задача: найти образ, который бы смог объединить сепаратистски настроенные провинции. Так появилась дворняга Коби, беспризорный щенок, мультяшный герой популярной детской телепередачи.
Он так полюбился испанцам, что был всенародно выбран талисманом Олимпиады. Бред Коупленд считает собачку наиболее удачным из всех Олимпийских талисманов. Кроме того, Щенок Коби признан самым элегантно одетым талисманом: на нём был тёмно-синий костюм и галстук.
В интернете можно найти информацию, что прообразом Коби стала каталонская овчарка, хотя внешне талисман не имеет с данной породой ничего общего. Еженедельник «Ъ-Власть» утверждает, что это связано с приверженностью Марискаля к кубизму и наркотикам.
На церемонии закрытия Игр Барселонский талисман, так же, как Медвежонка Мишу, запустили в небо на воздушном шаре.

#### Иззи (Атланта 1996)
Талисман Олимпиады-96 было решено сгенерировать на компьютере. Существо получилось странным и ни на что не похожим. Первоначальный эскиз был босым и не имел ни рта, ни носа. Дизайнеры долгое время приводили его в нормальный вид. Так, у Иззи появились выразительный огромный рот, хвост с олимпийскими кольцами, белые перчатки и смешные ботинки. Впоследствии было решено убрать безобразные зубы, чтобы талисман не выглядел агрессивно, и добавить в широко распахнутые глаза искорки-звёздочки.
Поскольку никто не мог дать однозначного ответа, что это за существо, создатели придумали персонажу имя Иззи, сокращение от английского выражения What is it? («Что это такое?»).
Данный талисман считается самым провальным проектом за всю историю Игр.

#### Олли, Сид и Милли (Сидней 2000)
Талисманами Игр в Сиднее стала символическая триада: Утконос Сид, Кукабара Олли и Ехидна Милли. Данные животные обитают только в Австралии. Собранные вместе, они символизируют олимпийскую дружбу. Кроме того, персонажи (по месту своего обитания) олицетворяют три стихии: землю, воду и небо. Тройка в данном случае является символическим числом, поскольку Олимпиада проходила накануне вступления в третье тысячелетие.
У каждого из талисманов было своё имя и самобытный характер. Утконоса назвали Сидом (Syd, сокращённо от названия города, принимавшего Олимпиаду, Сиднея). Символ природы Австралии, он олицетворял силу, энергию и стремление к победе. Австралийская зимородок-хохотун Олли (Olly — сокращение от слова «олимпиада»), воплощение олимпийского духа, отличалась весёлым нравом, щедростью и добротой. Ехидна получила имя Милли (Millie — сокращение от слова millenium) в честь начала третьего тысячелетия. Она соединила в себе оптимизм, трудолюбие и устремлённость в будущее. Кроме того, Милли была символом информации и технологий, главной по части фактов и цифр.
Карикатурист Пол Ньюэл придумал первый в истории Игр «антиталисман». Им стал вомбат по имени Фэтсоу. Отрицательный герой противостоял силам добра, которые олицетворяли Сиднейские талисманы.

#### Феб и Афина (Афины 2004)
Талисманы XXVIII Олимпийских игр, так же, как Красный Ягуар Олимпиады-68, были созданы по античным образцам, найденным при раскопках. Их сделали точными копиями древнегреческих кукол, относящихся к VII веку до Нашей эры.
По легенде, Феб и Афина — брат и сестра. Их назвали в честь Олимпийских богов Аполлона (Феба, Фебоса или Фивоса), лучезарного бога света, и Афины, богини мудрости. Инспектор греческого МОК Дэнис Освальд отметил в данных талисманах «удачное единение между историей Греции и её современностью». Ознакомившись с решением жюри, ответственного за выбор олимпийского талисмана, греческая общественность была поначалу разочарована, но вскоре привыкла к необычным куклам.

#### Фува (Пекин 2008)
Талисманы Пекинской Олимпиады выбирались на протяжении нескольких лет. По словам директора по связям с прессой оргкомитета Игр-2008 Сунь Вэйджи, «с одной стороны, надо было выбрать что-то, символизирующее китайскую культуру, а с другой — найти какую-то оригинальную идею, чтобы при регистрации торговой марки не упрекнули в плагиате».
Несмотря на то, что Пекин был избран столицей Олимпиады в июле 2001 года, конкурс на создание талисмана объявили в середине 2004 года. Уже к декабрю в оргкомитет поступило 662 эскиза от ведущих китайских художников. Среди них было несколько тигров, тибетская антилопа и даже Хануман (мифологический Царь обезьян). В ноябре 2005 года, ровно за 1000 дней до открытия Олимпиады, пятёрка Фува была официально представлена общественности и одобрена Международным Олимпийским Комитетом.
В переводе с китайского Фува означает «Дети удачи». Пять персонажей символизируют пять олимпийских колец, каждый из них окрашен в один из олимпийских цветов. По ореолу обитания животных — это пять природных стихий: вода, лес, огонь, земля и небо. Данная символика отражена на атрибутах талисманов — шлемах. Фува олицетворяет открытость и стремления китайцев всех провинций. Первые слоги имён талисманов, сложенные вместе, составляют фразу Bei Jing Huan Ying Ni, которую можно перевести: «Пекин приветствует вас!»
Талисманы китайской Олимпиады — наиболее популярные представители фауны страны. Их имена состоят из двух слогов (так в Китае обращаются к маленьким детям). Дизайн талисманов выдержан в стиле традиционного китайского искусства.
- Голубая рыба Бэй-Бэй символизировала благополучие, процветание и покровительствовала водным видам спорта. Её головной убор повторяет элементы китайских украшений эпохи неолита.
- Чёрный панда Цзин-Цзин, символ Китая, олицетворял гармонию с природой, искренность и счастье. Он покровительствовал таким видам спорта как тяжёлая атлетика, единоборство и т. д. Его головной убор содержит растительный орнамент.
- Красный олимпийский огонь Хуань-Хуань осуществлял связь с Олимпиадой и, одновременно, символизировал энергию, страсть, стремление к победе. Он покровительствовал командным видам спорта. Его головной убор стилизован под наскальную живопись знаменитых пещер Могао.
- Жёлтая тибетская антилопа Ин-Ин стала воплощением жизнерадостности и здоровья. Она покровительствовала лёгкой атлетике. В её головном уборе содержатся элементы национальных костюмов.
- Зелёная ласточка Ни-Ни стала символом удачи, покровительствуя гимнастике. Головной убор повторяет оформление традиционных пекинских воздушных змеев.

#### Венлок и Мандевиль (Лондон 2012)
Талисманами летних Олимпийских игр 2012 года в Лондоне стали Венлок и Мандевилль (англ. Wenlock and Mandeville) — два одноглазых существа, напоминающие инопланетян. Венлок получил своё имя в честь городка Мач Венлок (англ. Much Wenlock), соревнования в котором в середине XIX века (англ. Wenlock Olympian Society Annual Games) вдохновили Пьера де Кубертена на возрождение Олимпиад в 1896 году. Мандевилль был назван по имени госпиталя Стоук Мандевилль (англ. Stoke Mandeville Hospital), где в 1948 году были проведены первые игры для спортсменов-инвалидов (англ. World Wheelchair and Amputee Games).

#### Винисиус (Рио-де-Жанейро 2016)
Талисман летней Олимпиады в Рио-де-Жанейро олицетворяет флору Бразилии. Винисиус — собирательный образ бразильской фауны, он представлен в виде жёлтого зверя, похожего на кота. Талисманом Паралимпийских игр в Рио стал собирательный образ флоры по имени Том.

#### Мирайтова (Токио 2020)
В июле 2018 года были утверждены имена маскотов летних Олимпийских игр 2020. Так, 22 июля прошла официальная церемония утверждения имён талисманов олимпийских игр. Название талисмана игр в Токио было утверждено как Мирайтова (будущее, вечность). Голосование по выбору имён Олимпийского и Паралимпийского талисманов проходило с декабря 2017 года по февраль 2018 года среди учеников начальной школы в Японии. Талисманом Паралимпиады в Токио стал Сомэйти (производное от сорта сакуры).

#### Фриж (Париж 2024)
Талисманами летних Олимпийских и Паралимпийских игр в Париже стали фригийские колпаки по имени Фриж (Phryge).

### Талисманы зимних Олимпийских игр

#### Человечек Шусс (Гренобль 1968)
Первый масскот, о котором можно найти упоминание в достоверных источниках — человечек Шусс: фигурка с большой головой на изогнутой ножке, напоминающей позу спускающегося с горы лыжника. Автором талисмана стала французский дизайнер Алина Лафарг. У неё была всего одна ночь, чтобы подготовить эскиз персонажа для представления жюри. На основе эскиза было создано большое количество сопутствующих товаров: брелоки, булавки, магниты, часы и пр.

#### Снеговик (Инсбрук 1976)
Символом зимней Олимпиады-76 стал Снеговик (Schneeman). По замыслу дизайнеров, он состоял всего из одного снежного кома, имел руки, ноги и традиционный для снеговиков красный нос-морковку. На голове в качестве атрибута, отражающего национальный характер, талисман носил красную тирольскую шляпу. В русскоязычных источниках упоминается необычное имя Снеговика Олимпиямандл.
По замыслу организаторов Игр, характер Олимпиады-76 должен был быть простым и скромным (Инсбрук принимал Олимпиаду второй раз, заменяя отказавшийся от проведения Игр Денвер, поэтому времени на подготовку было мало). зимние Олимпийские игры 1976 проходили под девизом «Игры простоты». Талисман также отражал простоту, понятность, доступность и открытость австрийцев.
Ростовское издание «Вестник Олимпиады» утверждает, что Снеговик понравился далеко не всем. Некоторые называли его «гибридом Красной Шапочки и еврейского раввина»

#### Енот Рони (Лейк-Плэсид 1980)
Существует легенда, что у талисмана зимней Олимпиады-80 был «прототип»: настоящий ручной енот по кличке Рокки. Незадолго до начала Игр он скончался.
Дизайнеры стилизовали Рони под лыжника, раскрасив мордочку в форме защитных очков и лыжной шапочки. Маска-очки стала самым модным аксессуаром зимних Игр. Енот Рони стал первым талисманом-животным зимних Олимпийских игр, стилизованным под спортсмена.

#### Волчонок Вучко (Сараево 1984)
В финал конкурса на создание талисмана Игр в Сараево вышло шесть претендентов: снежок, горная коза, бурундук, дикобраз, ягнёнок и волк. За Волчонка Вучко проголосовало большинство читателей трёх наиболее популярных Югославских газет.
Изначально были опасения, что талисман будет вызывать отрицательные ассоциации, поскольку традиционно волк считается злым и жестоким. Перед дизайнерами стояла задача сделать образ волчонка как можно менее агрессивным и как можно более доброжелательным. По замыслу, талисман должен был символизировать дружеские взаимоотношения человека и животных, стремление быть ближе к природе. Волчонок получился персонажем сильным, храбрым и, одновременно, весёлым и беззаботным. В результате Вучко признан одним из самых обаятельных персонажей в истории олимпийских талисманов. В Югославии он стал любимой детской игрушкой.
Автором талисмана является художник-иллюстратор Йоже Тробец. Ему принадлежит идея ярко-оранжевого цвета, который был фирменным для Югославской Олимпиады. Главный атрибут талисмана — оранжевый шарф, повязанный на шее. На шарфе изображена снежинка, символ зимних Олимпийских игр 1984 года.
Имя Вучко (сербохорв. Vučko) означает «волчонок».
В начале 1990-х годов во время войны в Боснии кукла, принимавшая участие в торжественных церемониях Олимпиады-84, была уничтожена.

#### Хайди и Хоуди (Калгари 1988)
По легенде, придуманной для талисманов зимней Олимпиады 1988, полярные медведи Хайди и Хоуди — неразлучные брат с сестрой. Их имена являются производными от слова «Привет!» (на английском языке и западно-американском диалекте). Так создатели талисманов закладывали в них символ единения, дружбы и гостеприимства.
Впервые талисманов стало двое. Поскольку в Калгари ежегодно проводится Ковбойский фестиваль, медвежат нарядили в соответствующие костюмы, отражающие национальный характер. Точно также одели сборную команду Канады на церемонии открытия Игр.
Конкурс на имена для талисманов XV зимних Игр спонсировал Калгарийский зоопарк: имена для медвежат выбирали из 7000 заявок, присланных на международный конкурс. В Украинской газете «Блик-Спорт» описывался курьёзный случай: увидев эскизы будущих олимпийских талисманов, приятель художника подумал, что тот рисует для фестиваля кантри. Тем не менее, олимпийская чемпионка 1988 года в Калгари Е. Гордеева называет медвежат наиболее удачными из олимпийских талисманов.

#### Гном Маджик (Альбервиль 1992)
В качестве талисмана XVI зимних Олимпийских игр был выбран Горный эльф Маджик (англ. Magic). Дизайнер Филипп Мэресс представил его в виде звезды, раскрашенной в национальные цвета французского флага. Эльф появился уже после того, как был утверждён другой талисман: Серна Шамуа. Это был первый случай замены талисмана накануне Олимпиады в истории Игр. По результатам исследования Серна Шамуа оказалась непопулярной у французской общественности, и ей срочно нашли замену.
Образ представителя волшебного народа воплощает идею «мечты и воображения», стремления к звёздам, к осуществлению несбыточного. В старинных легендах гномы являются хранителями несметных сокровищ, и дружба с ними приносит людям удачу. Мифический человечек-звезда, по замыслу создателей, должен был вести к победе и успеху. Он олицетворял общую идею первых Олимпийских игр, проходивших в Единой Европе.

#### Хокон и Кристин (Лиллехаммер 1994)
Талисманами Олимпийских игр в Лиллехаммере стали герои норвежских легенд, брат и сестра Хокон (в некоторых источниках Хокон) и Кристин. Мальчик и девочка с типично скандинавской внешностью в традиционных национальных костюмах были выполнены дизайнерами с теплотой и иронией. Впервые в качестве официальных талисманов были выбраны люди.
В торжественных церемониях, а также в рекламе Игр использовались живые дети, одетые как олимпийские талисманы. Это придавало мероприятиям трогательный окрас и вызывало дополнительный интерес со стороны публики.
Куклы-талисманы имели коммерческий успех, какой бывает не на каждых Играх. Были выпущены сотни тысяч игрушек, сувениров, значков, открыток, наклеек и пр.

#### Сукки, Нокки, Лекки и Цукки (Нагано 1998)
По замыслу создателей талисманов XVIII зимних Игр, четыре совёнка должны были символизировать олимпийскую мудрость. Число 4 выбрано не случайно: это времена года и 4 стихии, регулирующие жизнь в лесу: землю, ветер, огонь и воду. Кроме того, Олимпийские игры также проводятся раз в четыре года.
Хотя первоначально талисманом зимней Олимпиады-98 должен был стать Горностай Окой, нарисованный художником Суцумо Мацусита, в последний момент выбор поменяли в пользу Сноулетс.
В Оргкомитет МОК Японии поступило около 50 тысяч предложений с именами будущих талисманов. В результате четвёрка получила собирательное имя «Сноулетс» (Snowlets). Данное слово образовано путём сращения двух английских слов Snow («снег») и Lets («разрешать, допускать»). Вольный перевод может звучать как «Пусть будет снег!» Кроме того, Owlets переводится с английского как «Совята». У каждого из совят было собственное имя: Сукки, Нокки, Лекки и Цукки. Первые слоги каждого имени, сложенные вместе, образуют слово «совята» по-японски.
Дизайнеры окрасили совят в нарочито ядовито-яркие цвета, популярные у японской молодёжи.

#### Зайчиха, Койот и Медведь (Солт-Лейк-Сити 2002)
По данным портала зимней Олимпиады-2014 в Сочи, персонажей и легенду придумал житель Юты Билли Дайбодж. Он назвал их Свифтер, Хайер и Стронгер, по ассоциации с олимпийским девизом Citius, Altius, Fortius!.
По древней индейской легенде, когда низкое солнце сильно иссушило землю, самая быстрая зайчиха догнала его и ранила стрелой. Обиженное солнце ушло за облака, и на землю вернулась прохлада. Вскоре без солнца стало темно и холодно. Тогда ловкий койот забрался на вершину самой высокой горы и украл у богов огонь. Медведь гризли — самый сильный герой легенд. Лучшие охотники не могли справиться с ним. И даже сейчас они преследуют его на ночном небе в виде созвездий. Таким образом, животные чётко ассоциируются с фразой «Быстрее, выше, сильнее!»
Имена талисманам придумали дети. В течение четырёх месяцев длился опрос. В конце концов, было решено назвать персонажей по трём природным ресурсам, критически важным для экономики Юты, это: powder — свежевыпавший снег (лучший для лыжников и сноубордистов), медь и уголь. Так Белая Зайчиха получила имя Поудер, Медный Койот стал Копером, а Угольно-чёрный медведь — Коулом.
Поскольку Оргкомитет XIX зимних Игр изначально был нацелен на получение значительной прибыли от продажи талисманов (не менее 250 миллионов долларов), в их создание было вложено немало усилий.
Права на изготовление талисманов были отданы крупнейшему в мире производителю игрушек — компании Mattel, а их дизайн разрабатывало брендинговое агентство Landor. До официального утверждения талисманы были протестированы на фокус-группе жителей Солт-Лейк-Сити, Финикса и Милуоки. 80 % респондентов проголосовали за белую зайчиху, медного койота и чёрного медведя.

#### Неве и Глиц (Турин 2006)
Автором талисманов ХХ зимней Олимпиады стал 38-летний португальский художник Педро Альбукерке. По признанию самого дизайнера, на идею его натолкнула способность воды принимать разные невероятные формы, превращаясь в снег и лёд. Девочка-снежок Неве (итал. Neve; в некоторых источниках Нив, вероятно по аналогии с англ. транскрипцией) — персонаж мягкий и изящный, с округлыми плавными формами. Неве олицетворяла гармонию и грацию зимних видов спорта. Кубик льда Глиц (итал. Gliz; в некоторых источниках Глиз), гладкий и угловатый, символизировал силу атлетов. Дизайн талисманов направлен на молодое поколение, полное энергии и жизни.
Снег и лёд присутствуют на любой зимней Олимпиаде. Они дополняют друг друга, являясь воплощением зимы и зимних видов спорта. По замыслу создателей, Неве и Глиц соответствуют таким основным качествам, как энтузиазм, элегантность, культура, бережное отношение к окружающей среде и любовь к спорту. Талисманы полностью соответствовали лозунгу Туринских Игр «Pasion lives here» («Страсть живёт здесь»).
В истории Игр данные талисманы были первыми (и до 2010 года единственными) неодушевлёнными персонажами.

#### Мига и Куатчи (Ванкувер 2010)
В конкурсе на создание персонажей приняли участие 177 профессиональных дизайнеров из Канады, Англии, Бразилии, Италии, Японии, США и других стран мира. Пять лучших были приглашены для собеседования в Ванкувер. Оргкомитет Игр выбрал для создания окончательных вариантов Вики Вонг и Майкла Мерфи.
Талисманы были созданы на основе канадских легенд. В них воплощены черты как реальных обитателей канадской фауны, так и мифологических существ.
Образ большого и пушистого Куатчи (итал. Quatchi; в некоторых источниках Куачи или Кватчи) повторяет легендарного бигфута (снежного человека), который, якобы, обитает в глухих лесах Северной Америки. Создатели придумали для него особую легенду. Согласно их версии, Куатчи — молодой самец, прибывший из лесных канадских дебрей. Он любопытный и застенчивый, любит исследовать новые места и знакомиться с новыми людьми. Он занимается спортом и питает особую страсть к хоккею, мечтая стать знаменитым хоккеистом.
Талисман Мига (итал. Miga), маленький, озорной и игривый, объединяет в себе черты косатки и белого «призрачного медведя». По легенде создателей, Мига — молодая «морская медведица», живущая со своим семейством рядом с Тофино. «Морские медведи» являются воплощением индейских и эскимосских преданий о косатках, выходящих на берег и превращающихся в медведей-кермодов. По замыслу создателей, Мига увлекается сноубордингом.
Основные талисманы часто сопровождались изображением талисмана Паралимпийских игр Суми, который воплощал образы косатки, медведя и громовой птицы североамериканских индейцев. Кроме того, у них был общий друг, Ванкуверский сурок Мукмук, неофициальный талисман Игр. По словам творческого директора Оргкомитета XXI зимних Олимпийских игр, «…Мукмук так привлекателен и так гармонирует с остальными символами Олимпиады, что отказаться от него было невозможно».
Талисманы были протестированы на школьниках города Саррей. Театрализованное представление транслировалось в интернете.

#### Леопард, Белый медведь и Зайка (Сочи 2014)
По итогам выборов, проведённых в России в конце 2010 — начале 2011 года (за три года до начала Игр) и завершившихся в прямом эфире шоу «Талисмания. Сочи 2014. Финал» на Первом канале (вышедшего 26 февраля 2011 года), талисманами Олимпийских Игр в Сочи стали Зайка, Белый мишка и Леопард. Символами Паралимпийских Игр стали Лучик и Снежинка.

#### Сухоран (Пхёнчхан 2018)
2 июня 2016 года Международный олимпийский комитет одобрил талисманы для игр, которыми стали тигр Сухоран (для Олимпийских игр) и медвежонок Пандаби (для Паралимпийских игр). Сухоран — белый тигр. Тигр — животное, тесно связанное с корейской мифологией, и является символом доверия, силы и защиты. Его название происходит от корейских слов «сухо» (수호) и «хоранъи» (호랑이), что означает «защита» и «тигр» соответственно.

#### Бин Дунь Дунь (Пекин 2022)
Панда Бин Дунь Дунь в ледяном скафандре была выбрана талисманом зимней Олимпиады в Пекине среди 5800 заявок. Панда — один из символов Китая, а имя Бин Дунь Дунь (кит. 冰墩墩) можно перевести как «ледяное дитя»: на современном китайском языке «Бин» имеет несколько значений, одно из которых «лёд», также это слово означает чистоту и силу, а «Дунь Дунь» означает «здоровый», «крепкий», «жизнерадостный». «Ледяной костюм» Бин Дунь Дуня был вдохновлён традиционным китайским зимним угощением тангулу — фруктом, покрытым прозрачной карамелью. Символом Паралимпийских игр 2022 года стал бумажный фонарик Сюэ Жун Жун.

#### Тина (Милан/Кортина-д’Ампеццо 2026)
7 февраля 2024 года было объявлено, что талисманом зимних Игр выбран горностай Тина. Талисманом Паралимпийских игр стал брат Тины горностай Мило, у которого не хватает одной лапки. Их имена образованы от названий столиц Олимпиады. Сопровождать горностаев будут снежинки Фло.

## Талисманы Юношеских Олимпийских игр

### Талисманы летних Юношеских Олимпийских игр

#### Лео и Мерли (Сингапур 2010)
Лео — львёнок, обожающий подвижные игры с мячом, особенно баскетбол. Он воплощает безграничную энергию молодежи, стремление к победе. Мерли — голубая собака, защитница окружающей среды.

#### Нанкинлеле (Нанкин 2014)
Символом Юношеских игр стал разноцветный камешек. Он символизирует собой естественную особенность города Нанкин — разноцветный речной камень. Талисман передает цвета и формы камешков и является эмблемой Олимпиады.

#### Панди (Буэнос-Айрес 2018)
Символом Игр в Аргентине стал молодой ягуар Панди (Pandi).

### Талисманы зимних Юношеских Олимпийских игр

#### Иоглль (Инсбрук 2012)
Йоггль (нем. Yoggl) — козёл, который живёт в горах возле Инсбрука и любит спорт. Олицетворяет основные олимпийские ценности и бережное обращение с природой, приносит удачу для всех участников игр.

#### Сьогг (Лиллехаммер 2016)
Сьогг (норв. Sjogg) — рысь, имя которой с норвежского языка означает «снег».

#### Йодли (Лозанна 2020)
Йодли (норв. Yodli) — помесь коровы, козы и собаки породы сенбернар. Название дано в честь популярной техники пения. Название перекликается с талисманом Игр 2012 года в Инсбруке.

#### Moongcho (Канвондо 2024)
Талисманом был снежок Moongcho.

## Интересные факты
- Дизайнеры уловили одну особенность: большинство талисманов отличает антропоморфизм. При этом почти у всех у них пропорции детского тела и большая улыбающаяся голова.[20]
- Для Паралимпийских состязаний разрабатывают специальные талисманы.
- За создание Олимпийского Мишки Виктору Чижикову первоначально был выплачен стандартный гонорар в 250 рублей. Подписав отказ от авторских прав, художник получил сумму в две тысячи рублей.[7]
- Существует собственный официальный талисман и у Олимпийского музея. Это — анимированный Факел Пирсос (Pyrsos).